# جائزة البرازيل الكبرى 2003
جائزة البرازيل الكبرى 2003 (بالإنجليزية: 2003 Brazilian Grand Prix)‏ هو سباق فورمولا 1 أقيم بتاريخ 6 أبريل 2003 في حلبة جوزيه كارلوس بيس للسيارات، البرازيل. كان الثالث من أصل 16 في بطولة العالم لسباقات الفورمولا واحد موسم 2003. حلّ الإيطالي جانكارلو فيزيكيلا أولا بينما جاء الفنلندي كيمي رايكونن في المركز الثاني.